# Das Argonautenschiff
Das Argonautenschiff ist eine Erzählung von Anna Seghers aus dem Jahr 1948, die ein Jahr später im ersten Jahrgang, Heft 6, von Sinn und Form vorabgedruckt wurde und 1953 im Band 1 der zweibändigen Sammlung Der Bienenstock in Buchform erschien.
1947 aus dem mexikanischen Exil nach Deutschland heimgekehrt, schreibt Anna Seghers in der Ostzone über „Schicksal, Heimat und Bindung“ sowie über die Suche nach einem Weg aus der Existenzkrise. Die Geschichte des Heimkehrers Jason, vormals Anführer der Argonauten, wurde seinerzeit ignoriert beziehungsweise war anscheinend auf Unverständnis gestoßen.

## Inhalt
Der alte Jason, um die Schulter das Goldene Vlies und somit jung geblieben, wird nach seiner Rückkehr in der griechischen Heimatstadt von keinem aus seinem Volke erkannt, obwohl jedem so ist, als hätte er ihn – zumindest in seiner Kindheit – schon einmal gesehen. Der kühne Jason begegnet drei Menschen, die von dem Ankömmling Erlösung aus ihrer Einsamkeit erhoffen. In der Hafenkneipe kann die 16-jährige Wirtstochter die Augen nicht von Jasons strahlendem Kopf lassen. Als das Mädchen den Kopf an Jasons Brust legt, sich unter dem goldenen Fell sicher fühlt, wird das ihrem Bräutigam zu viel und er ersticht die eigene Braut. Jason, auf der Suche nach seiner Argo, verlässt seelenruhig die Kneipe. Das Vlies schützt seinen Träger „vor Zeit und Unbill“; macht ihn für eventuelle irrtümliche Strafverfolgung ohnehin unantastbar. Unterwegs begegnet Jason einem Knaben. Dem ist der Vater gestorben. Sein Vormund, der „Onkel, ist hart und böse“. Jason überredet den Knaben zur Flucht. Er will ihn auf seinem Schiff unterbringen. Weiter geht die Suche Jasons nach der Argo. Durstig geworden, kehrt er bei einem Ehepaar ein. Die Frau wird so schlecht behandelt, dass Jason sie überredet, den Mann zu verlassen. Einsam bleibend wie der Knabe und die Frau sucht Jason weiter. Endlich betritt er den Hain, an dessen Bäumen die morsche Argo als Heiligtum aufgehängt ist. Das Schiff schwankt leise im Wind. Jason wirft sein Fell ab und legt sich unter seine Argo ins Gras. Sturm kommt auf. Jason wickelt sich in das Vlies ein und bleibt liegen. Der Sturm erhebt sich. Die Taue reißen. Die altersschwache Argo – einst mit Hilfe der göttlichen Pallas Athene perfektioniert – geht zu Bruch. Der Kapitän wird von seinem Schiff erschlagen.

## Zitat
Das Credo der Anna Seghers: „Stärker als Menschen und Götter, höher als beide, hoch über allem war das Schicksal.“

## Rezeption
Das Vlies sollte dem Träger doch eigentlich ewige Jugend schenken. Aber er kommt zu Tode. Ein Widerspruch? Neugebauer schreibt dazu: „Im Bannkreis seiner [Jasons] Argo verliert das Vlies die Zauberkraft. Der Held wird wieder er selbst.“ Über sein Leben kann er nun frei entscheiden.
Der Träger des Goldenen Vlieses, mit der ewigen Jugend begabt, stand zu Lebzeiten außerhalb des Alltagslebens und griff somit unbekümmert in die Schicksale dreier Sterblicher ein.
Neugebauer weist auf die poetischen Passagen hin. Anna Seghers beschreibt zwei Eigenschaften des Goldenen Vlieses: „Sein [Jasons] Vlies schützte ihn wie ein Panzer vor allem, was einen Menschen bedroht. Es ließ zugleich wie eine Haut jeden Freudenschimmer in sein Inneres hinein.“ Und als Jason den oben genannten heiligen Hain, in dem Jason die Argo, an den Ästen hängend, erblickt, schreibt die Autorin: „...der Wald sprach die Sprache der Stille. Er bewegte leise die Zweige, und er siebte das Licht zu Sonnenstaub.“ Anna Seghers berührt den Leser nicht nur durch ihre karge Sprache, sondern auch durch ihre Philosophie der „Dialektik von Wiederkehr des Immer-Gleichen und ständiger Veränderung, von Schicksal und Zufall, von Determination und freiem Willen“ mittels zweier Déjà-vu-Erlebnisse. Als erstens Jason seine Geschichte nacherzählt – bis zum Raub des Vlieses im Tempel von Kolchis zusammen mit Medea – geht er anfangs auf seine Jugend, auf sein Zuhause ein. Die Verhältnisse im Hause des Knaben, der vom Onkel schlecht behandelt wird, kehren wieder. Zweitens weist Brandes auf eine Mahnung der Autorin hin. Der Mensch solle seinen Lebensweg selbst bestimmen. Zunächst ruft Jason den Knaben und die unglückliche Ehefrau zum Ausscheren auf. Und dann lässt sich Jason absichtlich von seinem Schiff erschlagen. Der Held hätte bei aufkommendem Sturme auch aus dem Grase aufstehen können. Schrade möchte Jasons Entscheidung so verstanden wissen: Der Kapitän der Argo hat sowohl den Glauben an die Menschen als auch den an die Götter verloren. Einer Auslegung des Jasonschen Freitodes, nach der die 1947 heimkehrende Kommunistin Anna Seghers mit Blick auf die zertrümmerten deutschen Städte beinahe verzweifelt, möchte Schrade nicht folgen. Sonja Hilzinger sieht einen enttäuschten, ermüdeten Helden, der seinem Leben ein Ende macht.
Der Bearbeiter in Barners Literaturgeschichte bemerkt eine der Ursachen der Enttäuschung des Helden. Der Heimkehrer Jason bleibt in der Heimat allein.

### Erstausgabe
- Das Argonautenschiff. Sagen von Jason.[17] S. 339–361 in Anna Seghers: Der Bienenstock. Ausgewählte Erzählungen in zwei Bänden. Bd. 1, 509 Seiten, Aufbau Verlag, Berlin 1953

### Ausgaben
- Das Argonautenschiff. S. 177–194 in Anna Seghers: Post ins Gelobte Land. Erzählungen. Auswahl Ursula Emmerich. Illustrationen Günther Lück (Grubetsch. Bauern von Hruschowo. Die schönsten Sagen vom Räuber Woynok. Das Obdach. Post ins Gelobte Land. Der Ausflug der toten Mädchen. Das Argonautenschiff. Die Hochzeit von Haiti. Crisanta. Der Führer. Das Duell. Tuomas beschenkt die Halbinsel Sorsa. Sagen von Unirdischen. Steinzeit). Aufbau-Verlag, Berlin 1990 (1. Aufl.), ISBN 3-351-01653-0 (verwendete Ausgabe)
- Das Argonautenschiff. S. 247–266 in Anna Seghers: Die schönsten Erzählungen. Ausgewählt von Christina Salmen. Mit einem Nachwort von Gunnar Decker. Aufbau Verlagsgruppe, Berlin 2008 (1. Aufl.), ISBN 978-3-351-03495-5

### Sekundärliteratur
- Heinz Neugebauer: Anna Seghers. Leben und Werk. Mit Abbildungen (Wissenschaftliche Mitarbeit: Irmgard Neugebauer, Redaktionsschluss 20. September 1977). 238 Seiten. Reihe „Schriftsteller der Gegenwart“ (Hrsg. Kurt Böttcher). Volk und Wissen, Berlin 1980, ohne ISBN
- Kurt Batt: Anna Seghers. Versuch über Entwicklung und Werke. Mit Abbildungen. 283 Seiten. Reclam, Leipzig 1973 (2. Aufl. 1980). Lizenzgeber: Röderberg, Frankfurt am Main (Röderberg-Taschenbuch Bd. 15), ISBN 3-87682-470-2
- Ute Brandes: Anna Seghers. Colloquium Verlag, Berlin 1992. Bd. 117 der Reihe „Köpfe des 20. Jahrhunderts“, ISBN 3-7678-0803-X
- Andreas Schrade: Anna Seghers. Metzler, Stuttgart 1993 (Sammlung Metzler Bd. 275 (Autoren und Autorinnen)), ISBN 3-476-10275-0
- Wilfried Barner (Hrsg.): Geschichte der deutschen Literatur. Band 12: Geschichte der deutschen Literatur von 1945 bis zur Gegenwart. C. H. Beck, München 1994, ISBN 3-406-38660-1
- Sonja Hilzinger: Anna Seghers. Mit 12 Abbildungen. Reihe Literaturstudium. Reclam, Stuttgart 2000, RUB 17623, ISBN 3-15-017623-9